# Lac-Saint-Jean (circonscription fédérale)
Pour les articles homonymes, voir Lac-Saint-Jean et Saguenay.
Circonscription électorale fédérale du Canada
Lac-Saint-Jean (aussi connue sous le nom de Lac-Saint-Jean—Saguenay de 2000 à 2004) est une circonscription électorale fédérale canadienne de la région du Saguenay—Lac-Saint-Jean au Québec. Elle est représentée à la Chambre des communes d'abord de 1949 à 2004, puis de nouveau depuis 2015. 

## Géographie
La circonscription comprend :
- Les villes d'Alma, Dolbeau-Mistassini, Normandin, Saint-Félicien, Desbiens, Métabetchouan–Lac-à-la-Croix et Roberval ;
- Les municipalités de L'Ascension-de-Notre-Seigneur, Saint-Henri-de-Taillon, Sainte-Monique, Saint-Ludger-de-Milot, Péribonka, Saint-Augustin, Saint-Stanislas, Saint-Eugène-d'Argentenay, Albanel, Notre-Dame-de-Lorette, Girardville, Saint-Edmond-les-Plaines, Saint-Prime, Sainte-Hedwidge, Saint-François-de-Sales, Chambord, Saint-André-du-Lac-Saint-Jean, Lac-Bouchette, Hébertville, Hébertville-Station, Saint-Gédéon et Saint-Bruno ;
- La municipalité de village de Sainte-Jeanne-d'Arc ;
- La municipalité de paroisse de La Doré ;
- La réserve indienne de Mashteuiatsh ;
- Les territoires non organisés de Passes-Dangereuses, Rivière-Mistassini, Lac-Ashuapmushuan, Belle-Rivière, Lac-Moncouche, Mont-Apica et Lac-Achouakan.

Les circonscriptions limitrophes sont Abitibi—Baie-James—Nunavik—Eeyou, Jonquière (auparavant Jonquière—Alma), Beauport—Côte-de-Beaupré—Île d'Orléans—Charlevoix et Saint-Maurice—Champlain.

## Histoire
Une circonscription au nom identique mais orthographié différemment, Lac-St-Jean, existe de 1924 à 1935. La circonscription est créée en 1947 avec une partie de Lac-Saint-Jean—Roberval.
En 1996, la circonscription de Lac-Saint-Jean comprend :
- Les villes d'Alma, Desbiens et Métabetchouan ;
- La MRC de Lac-Saint-Jean-Est ;
- Une partie de la MRC de Le Fjord-du-Saguenay comprenant Sainte-Rose-du-Nord, Canton-Tremblay, Bégin, Saint-Ambroise, Saint-Charles-de-Bourget, Saint-David-de-Falardeau, Saint-Fulgence, Saint-Honoré et Mont-Valin.

En 2000, Lac-Saint-Jean devient Lac-Saint-Jean—Saguenay. La circonscription est abolie en 2003 et redistribuée parmi Chicoutimi—Le Fjord, Jonquière—Alma et Roberval en vue des élections de 2004. Lors du redécoupage électoral de 2013, la circonscription de Lac-Saint-Jean est recréée à partir de la presque totalité du territoire de Roberval—Lac-Saint-Jean et de la partie ouest de Jonquière—Alma.

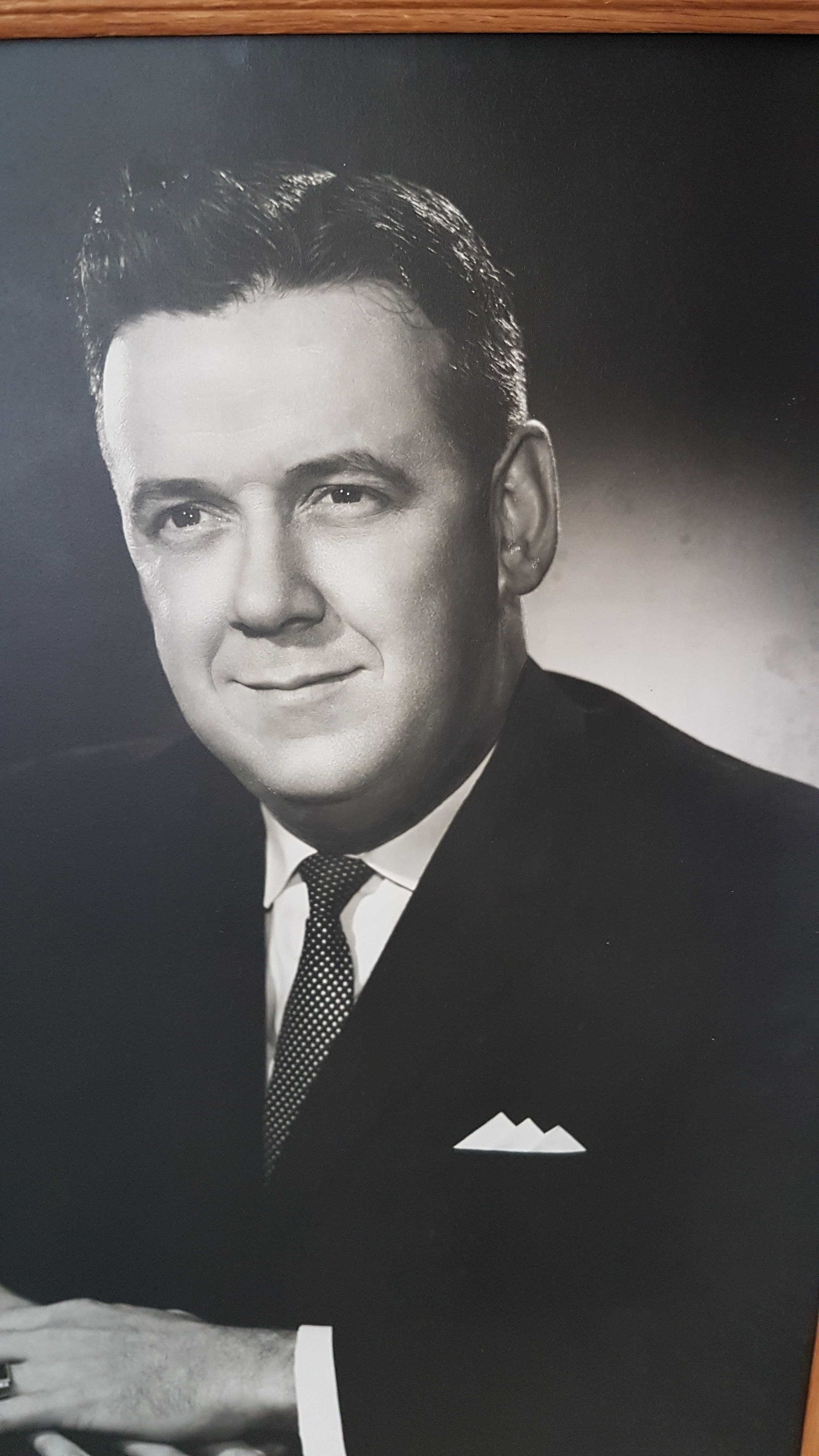
Marcel Lessard est le député de Lac-Saint-Jean de 1968 à 1980.

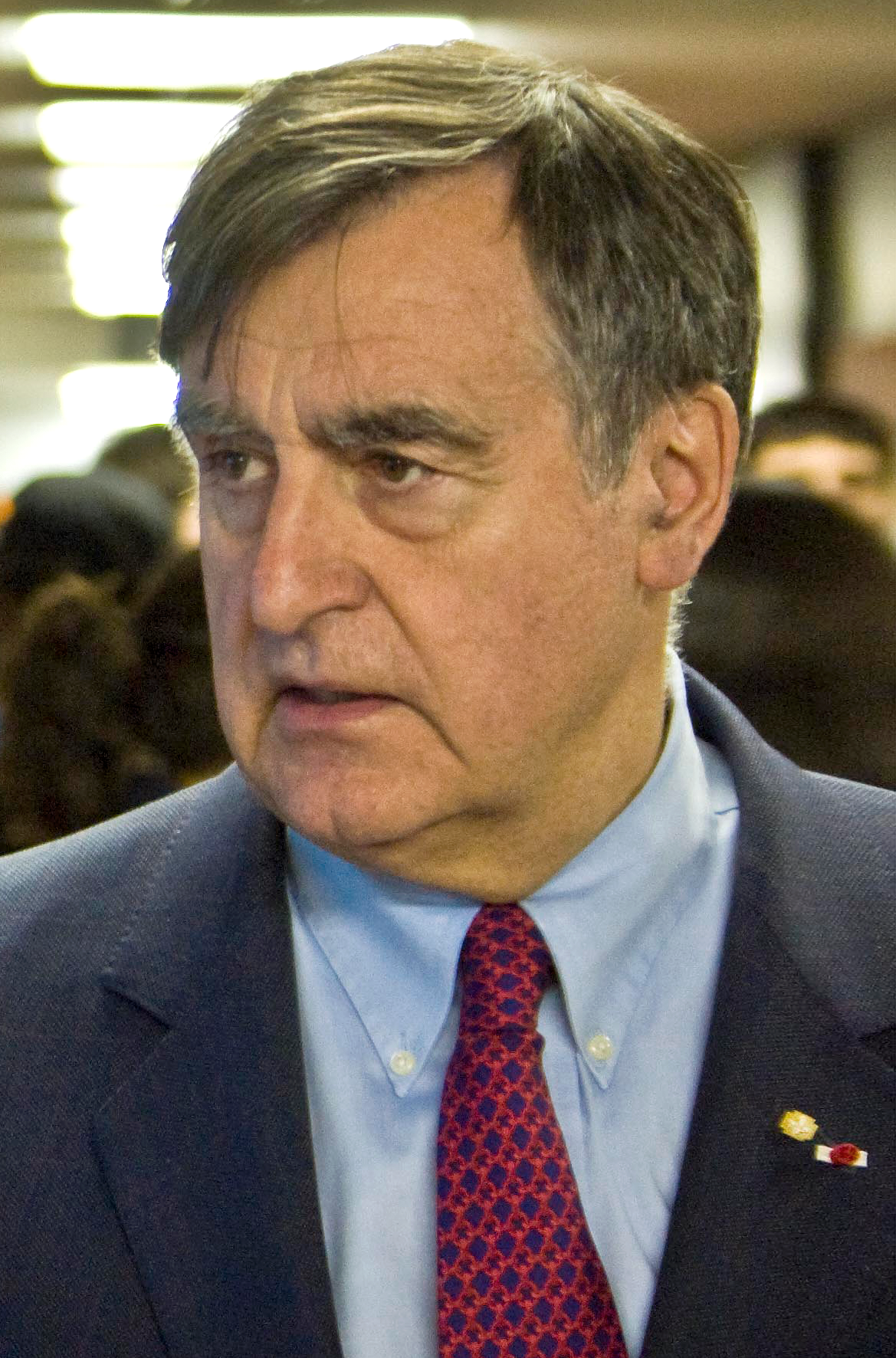
Lucien Bouchard est le député de Lac-Saint-Jean de 1988 à 1996.

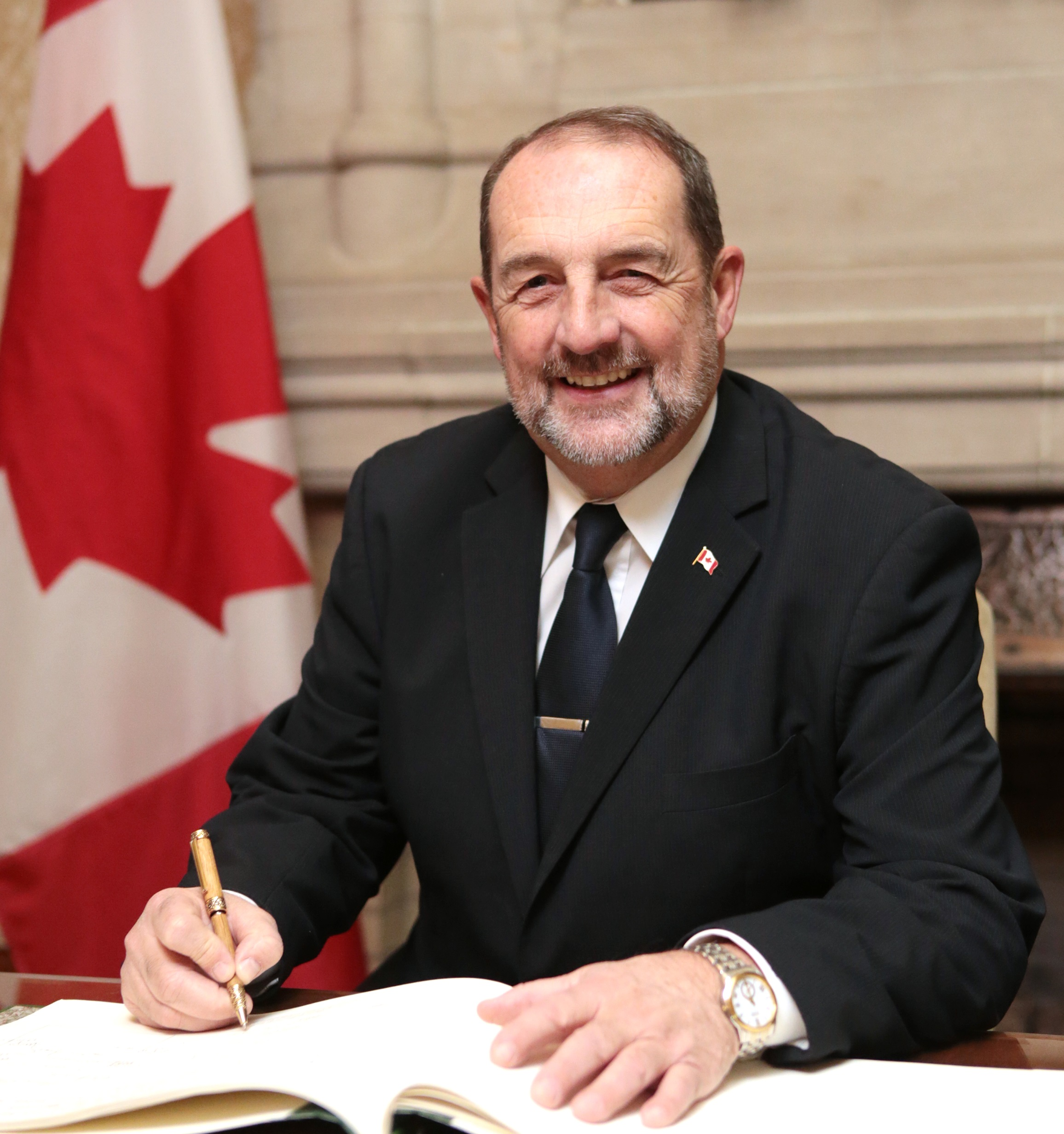
Denis Lebel est le député de Lac-Saint-Jean de 2015 à 2017.

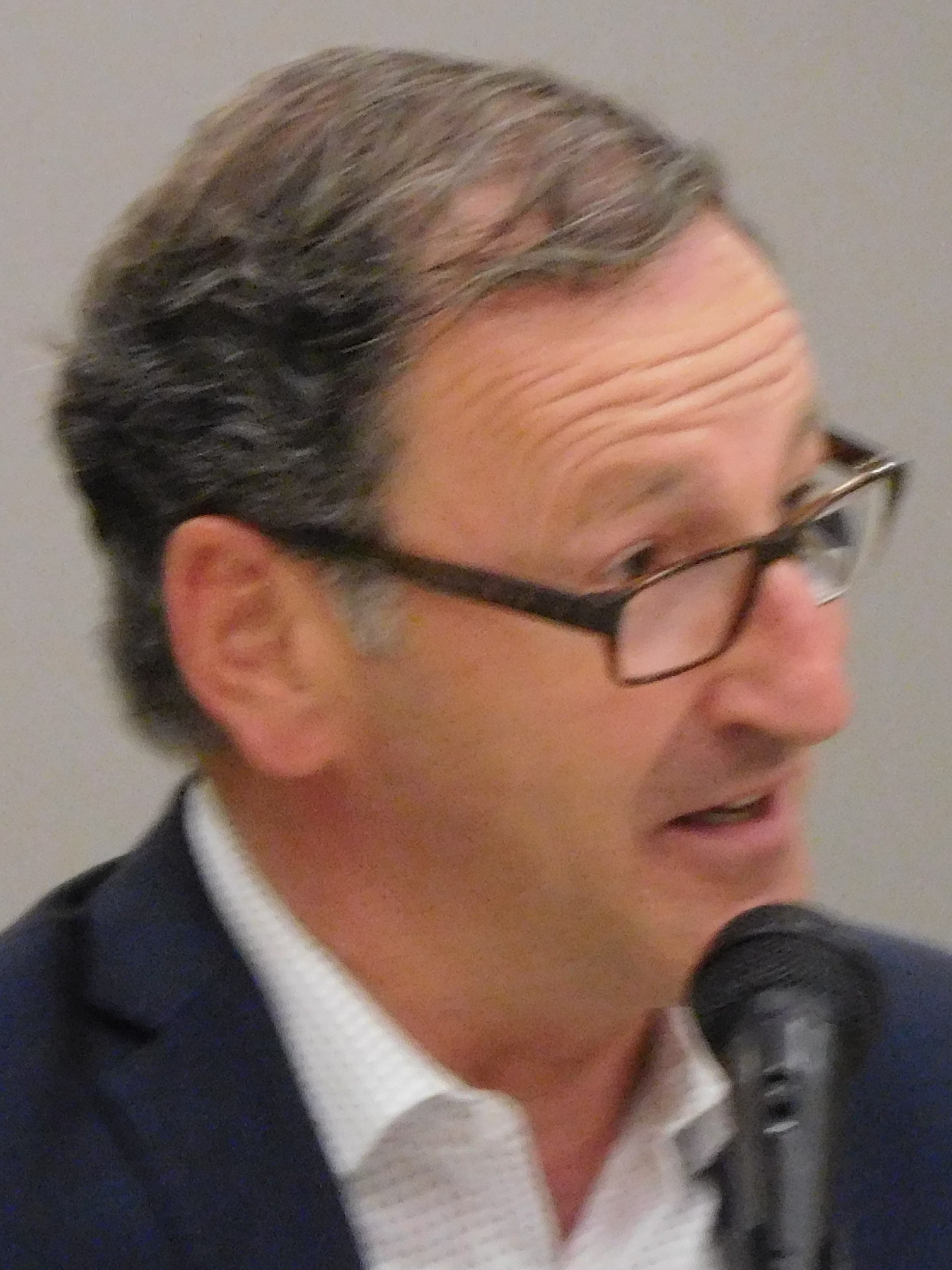
Richard Hébert est le député de Lac-Saint-Jean de 2017 à 2019.

## Députés
| Législature                                                                   | Années        | Député                  | Parti | Parti                     |
| ----------------------------------------------------------------------------- | ------------- | ----------------------- | ----- | ------------------------- |
| Lac-Saint-Jean issue de Lac-Saint-Jean—Roberval                               |               |                         |       |                           |
| 21e                                                                           | 1949–1953     | André Gauthier          |       | Libéral                   |
| 22e                                                                           | 1953–1957     | André Gauthier          |       | Libéral                   |
| 23e                                                                           | 1957–1958     | André Gauthier          |       | Libéral                   |
| 24e                                                                           | 1958–1962     | Roger Parizeau          |       | Progressiste-conservateur |
| 25e                                                                           | 1962–1963     | Marcel Lessard          |       | Crédit social             |
| 26e                                                                           | 1963–1965     | Marcel Lessard          |       | Crédit social             |
| 27e                                                                           | 1965–1968     | Alcide Simard           |       | Ralliement créditiste     |
| 28e                                                                           | 1968–1972     | Marcel Lessard          |       | Libéral                   |
| 29e                                                                           | 1972–1974     | Marcel Lessard          |       | Libéral                   |
| 30e                                                                           | 1974–1979     | Marcel Lessard          |       | Libéral                   |
| 31e                                                                           | 1979–1980     | Marcel Lessard          |       | Libéral                   |
| 32e                                                                           | 1980–1984     | Pierre Gimaïel          |       | Libéral                   |
| 33e                                                                           | 1984–1988     | Clément M. Côté         |       | Progressiste-conservateur |
| 33e                                                                           | 1988–1988     | Lucien Bouchard         |       | Progressiste-conservateur |
| 34e                                                                           | 1988–1990     | Lucien Bouchard         |       | Progressiste-conservateur |
| 34e                                                                           | 1990–1991     | Lucien Bouchard         |       | Indépendant               |
| 34e                                                                           | 1991–1993     | Lucien Bouchard         |       | Bloc québécois            |
| 35e                                                                           | 1993–1996     | Lucien Bouchard         |       | Bloc québécois            |
| 35e                                                                           | 1996–1997     | Stéphan Tremblay        |       | Bloc québécois            |
| 36e                                                                           | 1997–2000     | Stéphan Tremblay        |       | Bloc québécois            |
| Lac-Saint-Jean—Saguenay                                                       |               |                         |       |                           |
| 37e                                                                           | 2000–2002     | Stéphan Tremblay        |       | Bloc québécois            |
| 37e                                                                           | 2002–2004     | Sébastien Gagnon        |       | Bloc québécois            |
| Dissoute parmi Chicoutimi—Le Fjord, Jonquière—Alma et Roberval—Lac-Saint-Jean |               |                         |       |                           |
| Lac-Saint-Jean Recréée depuis Roberval—Lac-Saint-Jean et Jonquière—Alma       |               |                         |       |                           |
| 42e                                                                           | 2015–2017     | Denis Lebel             |       | Conservateur              |
| 42e                                                                           | 2017–2019     | Richard Hébert          |       | Libéral                   |
| 43e                                                                           | 2019–2021     | Alexis Brunelle-Duceppe |       | Bloc québécois            |
| 44e                                                                           | 2021–2025     | Alexis Brunelle-Duceppe |       | Bloc québécois            |
| 45e                                                                           | 2025–en cours | Alexis Brunelle-Duceppe |       | Bloc québécois            |